# Dąbrowa Tarnowska

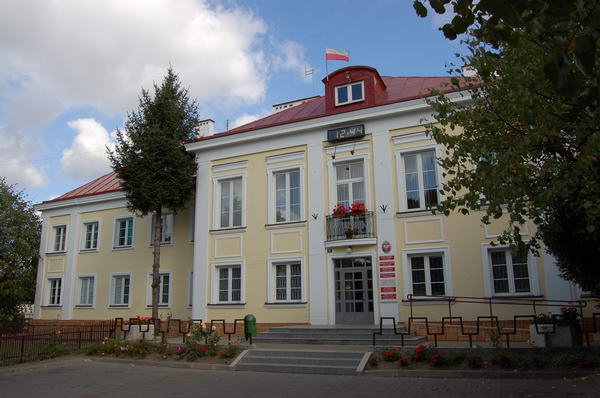
Primăria

Dąbrowa Tarnowska este un oraș în județul Dąbrowa, Voievodatul Polonia Mică, cu o populație de 11.474 locuitori (2010) în sudul Poloniei.
Înainte de reorganizare (în 1999) Dąbrowa Tarnowska a fost parte din Voievodatul Tarnow (1975-1998). Dąbrowa Tarnowska are o stație de cale ferată pe linia minoră care leagă Tarnów și Szczucin.

## Locația
Dąbrowa se află pe râul Bren, la granița a două regiuni geografice, la poalele muntilor Carpați și a bazinului Sandomierz.
Orașul are un club de fotbal, Dabrovia Dąbrowa Tarnowska (înființată în 1922), care joacă în liga regională.
Dabrowa are ruinele unui palat baroc aparținând familiei Lubomirski, precum și o sinagogă din sec. al IXX-lea. Numele orașului provine de la pădurile de stejar, numite dąbrowy în limba poloneză, care în trecut au fost abundente aici.
La numele Dąbrowa în cele din urmă a fost adăugat adjectivul "Tarnowska" pentru a se distinge de localitățile Dąbrowa Górnicza și Dąbrowa Białostocka.